# Татарские Горенки
Татарские Горенки (тат. Татар Гуринкасы) — село в Карсунском районе Ульяновской области России.
Административный центр Горенского сельского поселения. До объединения сельсоветов было центром Татарско-Горенского сельсовета.

## География
Расположено на западе района и области, у границы с Мордовией, на левом берегу небольшой реки Горен (правый приток Суры), в 18 км почти на запад от райцентра Карсун, высота над уровнем моря 168 м. Граничит с селом Русские Горенки.

## История
Основано в 1648-49 гг. карсунским воеводой Б. Приклонским и служивыми татарами из Курмыша, во время строительства Симбирско-Карсунской засечной черты. Название село получило от реки Горенки. В книге «Карсунская земля: ростки и корни» рассказывается, что в первый год основания в селе было всего три двора, в которых жило 14 новокрещённых ясашных крестьян, и 64 двора, в которых проживало 160 служилых татар. Крепостных крестьян в нем не было. В селе действовало две мечети. 
В 1685 году у горенцев возник спор из-за земли с жильцами соседнего села. Были присланы писцы, которые проверив межу по документам и свидетельствам 66 старожилов окрестных поселений, решили спор в пользу горенцев. Было записано: «И та земля им, салдатом, велено очистить, церковь снесть на дачю их же братьи салдат... А дворы снесть на свою дачю...». Зачинщика захвата И. Г. Суворова освободили от командирской должности.
На 1780 год — создания Симбирского наместничества, существовали две Горинки — деревня Горинки (стала Татарской Горенкой) и село Горинки (стало Русской Горенкой).  Деревня Горенки, при реке Горенке, крещеных татар, служилых татар.
В 1859 году в деревне Горинки был уже 72 двор и 593 жителя. Одна магометанская мечеть.
В 1861 году деревня Горинки вошла в состав Горинской волости, с административным центром в селе Горинки (Русские Горинки). 
В 1867 году открыто реальное училище.
В 1884 году после инспекционной поездки И. Н. Ульянова в деревне было построено новое здание школы.  
В 1897 году деревня и село стали разделятся на: с. Горинки и д. Татарские Горинки, в которой в 118 дворах жило 709 человек, есть мечеть и школа. 
В 1913 году село и деревня Горинки уже стали разделятся на с. Русские Горинки и д. Татарские Горинки, в деревне было 268 дворов, в которых проживало 1244 жителя, имелось 2 мечети, школа, 2 общественные мельницы. . 
В 1924 году деревня Татарские Горинки входила в Татарско-Горинский с/с Карсунскую волость Карсунский уезд Ульяновскую губернию.
В 1930 году создается сельскохозяйственная артель «Кзыл Сабан» (Красный плуг), которая на следующий год была преобразована в колхоз. Была построена начальная школа и школа рабочей молодежи.
В годы Великой Отечественной войны в 1941-1945 гг., защищая родину, погибли 26 жителей села.
В 1960-х годах в село проведены электричество и радио, а в 1972 году была построена первая телефонная станция.

## Инфраструктура
Действуют сельхозкооператив им. М.В. Фрунзе, средняя школа (1937), клуб, библиотека, мечеть.
В селе 3 улицы: Молодёжная, Нагорная и Центральная.

## Достопримечательности
- Останец с выходом коньякских пород - памятник природы расположен в Карсунском районе, у восточной окраины с. Татарские Горенки, на правом высоком берегу р. Сура[9].,

## Население
| 1926 | 1959 | 1970 | 1979 | 1989 | 2002 | 2010 |
| ---- | ---- | ---- | ---- | ---- | ---- | ---- |
| 1337 | 712  | 619  | 214  | 156  | 256  | 243  |

| 2010 |
| ---- |
| 230  |

Жители села преимущественно татары (98 %).